# 柴舟

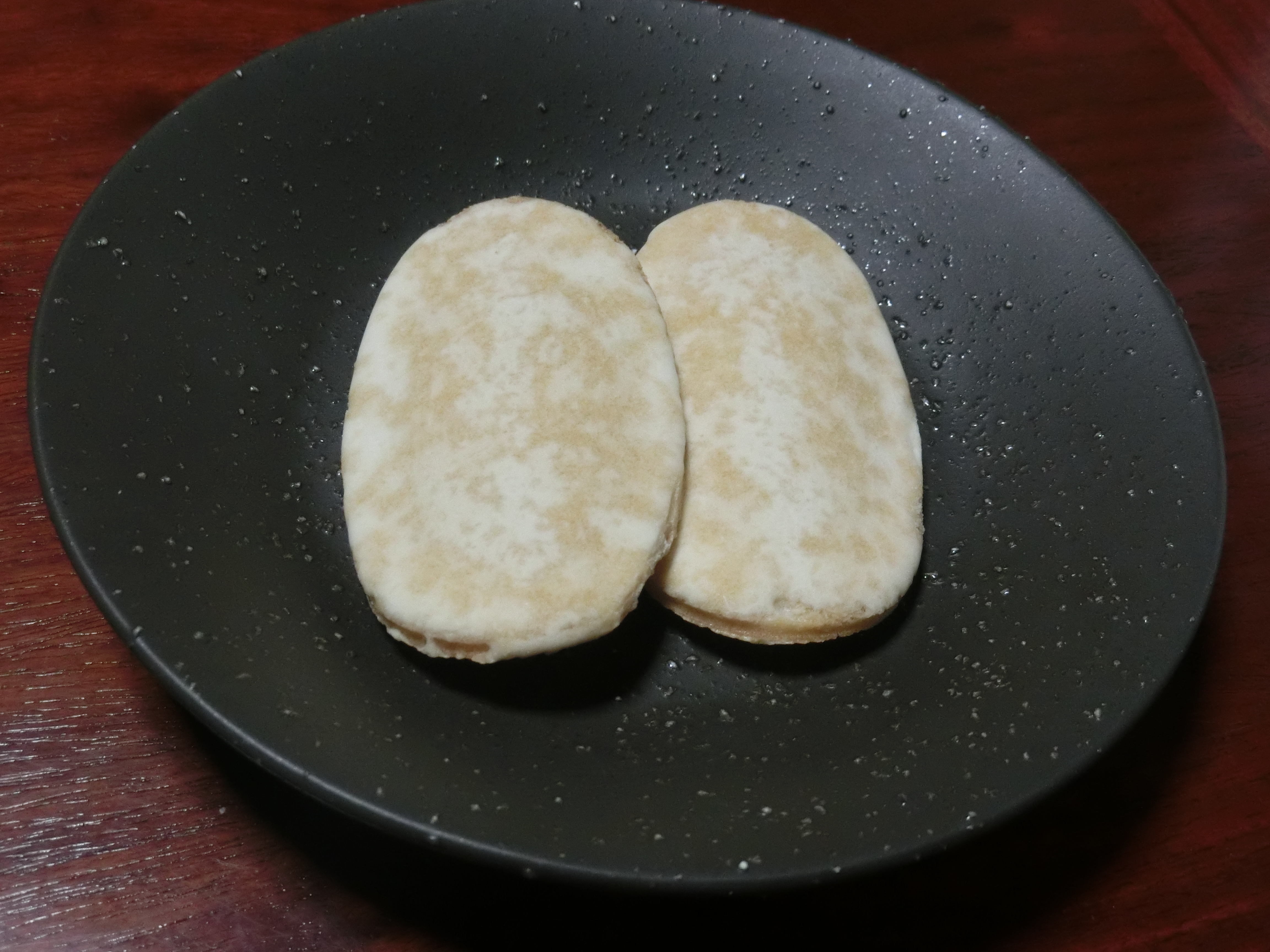

柴舟（しばふね）は、石川県金沢市で作られている和菓子。
柴を積んで川面を渡る川舟を柴舟と呼び、その形に似せて煎餅を反らし、生姜汁と砂糖を丹念に塗った伝統銘菓である。
小麦粉地の煎餅皮に生姜汁と糖蜜を配合した引蜜を塗ってある。表面が砂糖で化粧引きされており、うっすらと雪のかぶった舟を連想させる。